# Arenaria nitida
Arenaria nitida är en nejlikväxtart som först beskrevs av Friedrich Gottlieb Bartling och somfick sitt nu gällande namn av Paul Rohrbach. 
Arenaria nitida ingår i släktet narvar och familjen nejlikväxter. Inga underarter finns listade i Catalogue of Life.